# Pomorie (gmina)
Pomorie (bułg. Община Поморие)  − gmina we wschodniej Bułgarii, w obwodzie Burgas.

## Miejscowości
Miejscowości wchodzące w skład gminy Pomorie:
- Achełoj (bułg.: Aхелой),
- Aleksandrowo (bułg.: Александрово),
- Bełodoł (bułg.: Белодол),
- Bata (bułg.: Бата),
- Dybnik (bułg.: Дъбник),
- Gaberowo (bułg.: Габерово),
- Gorica (bułg.: Горица),
- Gyłybec (bułg.: Гълъбец),
- Kableszkowo (bułg.: Каблешково),
- Kamenar (bułg.: Каменар),
- Kosowec (bułg.: Косовец),
- Koziczino (bułg.: Козичино),
- Łyka (bułg.: Лъка),
- Medowo (bułg.: Медово),
- Pomorie (bułg.: Поморие) – siedziba gminy,
- Poroj (bułg.: Порой),
- Stracin (bułg.: Страцин).